# Simón Bolívar
Simón José Antonio de la Santísima Trinidad Bolívar y Palacios, of kortweg Simón Bolívar (Caracas, 24 juli 1783 – Santa Marta, 17 december 1830) was een Zuid-Amerikaanse vrijheidsstrijder. Hij stond aan de wieg van de vorming van de landen Panama, Colombia, Ecuador, Peru, Venezuela en Bolivia. Dat laatste land is naar hem genoemd.
Tegenwoordig staat hij in Latijns-Amerika nog steeds bekend als El Libertador, ofwel De Bevrijder.

## De jonge Bolívar
Bolívar werd geboren op 24 juli 1783 te Caracas (in het huidige Venezuela) in het toenmalige Nieuw-Granada, een onderkoninkrijk van Spanje. Hij was telg uit een aristocratische criollo-familie, oorspronkelijk afkomstig uit het Baskische Bolibar. De achternaam Bolívar, die ongeveer molenvallei  betekent, stamt af van de naam van dat dorp. In de zestiende eeuw vestigde de familie zich in Venezuela.
Hij was het vierde kind (de tweede zoon) van Don Juan Vicente Bolívar en Doña María de la Concepción Palacios y Sojo. De families hadden voorvaderlijke banden met de Spaanse en Portugese adel. Twee eeuwen lang waren opeenvolgende mannelijke erfgenamen getrouwd met leden van de rijkste en invloedrijkste families van Venezuela. Ze bezaten plantages, mijnen, huizen en kapellen. Ze waren actief in bestuurszaken van de provincie en schonken genereus aan de kerk. Ze leken ook trouwe onderdanen van de Spaanse Kroon. De vader had gediend als interimgouverneur, rechter, en commandant van een koloniale militie om het koninkrijk te verdedigen tegen de Britse dreiging in de Caraïben.
In januari 1786, Bolívar was toen twee jaar oud, overleed zijn vader aan tuberculose. Zijn moeder overleed op 6 juli 1792, toen Bolívar bijna negen was.
Na de dood van Simóns moeder werd zijn grootvader, Don Feliciano Palacios y Sojo, hoofd van het gezin. Die huwelijkte binnen het jaar de twee zusters uit (Juana, 14, en María Antonia, 15 jaar oud). De rol van moeder werd dan vooral vertolkt door de Cubaanse voedster Hipólita. Nog eens tien jaar later stierf de grootvader. Simón en zijn broer Juan Vicente trokken in bij oom Carlos Palacios, een vrijgezel die zijn neven naar verluidt vooral als een bron van inkomsten en als een last beschouwde.
Dankzij het fortuin dat zijn ouders nalieten kon Bolívar toch goed onderwijs genieten - van privé-docenten - en kon hij in 1799 naar Spanje reizen om zijn opleiding voort te zetten.
In 1802 trouwde hij in Spanje met María Teresa Rodríguez del Toro y Alaysa, maar tijdens een kort bezoek aan Venezuela in 1803 bezweek zij aan de gele koorts. Bolívar keerde in 1804 terug naar Europa, waar hij enige tijd deel uitmaakte van het gevolg van Napoleon. In die periode (in 1807 te Cádiz in Spanje) trad hij toe tot de vrijmetselarij.

## El Libertador
In 1807 keerde Bolívar terug naar Venezuela, nadat Napoleon diens oudere broer Jozef Bonaparte had benoemd tot koning van Spanje en de Spaanse koloniën. Bolívar maakte in Venezuela deel uit van de verzetsbeweging tegen Spanje.
In 1812 schreef hij het Manifiesto de Cartagena (Cartageens Manifest), tijdens zijn verblijf in Cartagena, in het huidige Colombia, waarheen hij was gevlucht, nadat Francisco de Miranda zich in juli van dat jaar te Caracas had overgegeven aan de Spanjaarden. Voorts was hij, met zijn zusters Juana en María Antonia, korte tijd in balling op Curaçao tijdens de Engelse bezetting. 
In 1813 leidde hij een invasie in Venezuela. Op 23 mei arriveerde hij in Mérida, waar hij zijn bijnaam El Libertador ("De Bevrijder") kreeg. Op 6 augustus 1813 veroverde hij Caracas, en werd de republiek Venezuela uitgeroepen. Vervolgens trok Bolívar naar Colombia, waar hij de nationalisten aanvoerde en waar hij in 1814 Bogota veroverde.
In de periode daarna leed Bolívar een aantal militaire nederlagen. Dat dwong hem ertoe om in 1815 naar Jamaica te gaan, waar hij hulp vroeg aan de Haïtiaanse president Alexandre Pétion. Van Pétion kreeg hij financiële en morele steun bij de uitrusting van een invasievloot om de opstand tegen Spanje voort te zetten. Als enige tegenprestatie verlangde Pétion de afschaffing van de slavernij in Venezuela. Met Haïtiaanse ondersteuning en de hulp van de llanero José Antonio Páez wist Bolívar vanaf 1816 weer de nodige gebieden te veroveren.
In 1819 kon heel Colombia gevoegd worden bij het gebied dat niet meer onder Spaanse controle stond. In december van dat jaar riep Bolívar de Republiek van Groot-Colombia uit: een federatie die grote delen van het huidige Venezuela, Colombia, Panama en Ecuador omvatte. Bolívar zelf werd president.
In de jaren twintig van de 19e eeuw verlegde Bolívar zijn activiteiten naar Peru en Bolivia. Hij werd in 1824 president van Peru (zijn officiële titel was die van dictador, ofwel "dictator", waarmee werd aangegeven dat hij zowel de politieke als de militaire leiding had), en leidde de strijd tegen de Spanjaarden om hen ook uit dat land te doen terugtrekken. In augustus 1825 werd ter ere van Bolívar de Republiek Bolivia naar hem genoemd.

## De laatste jaren

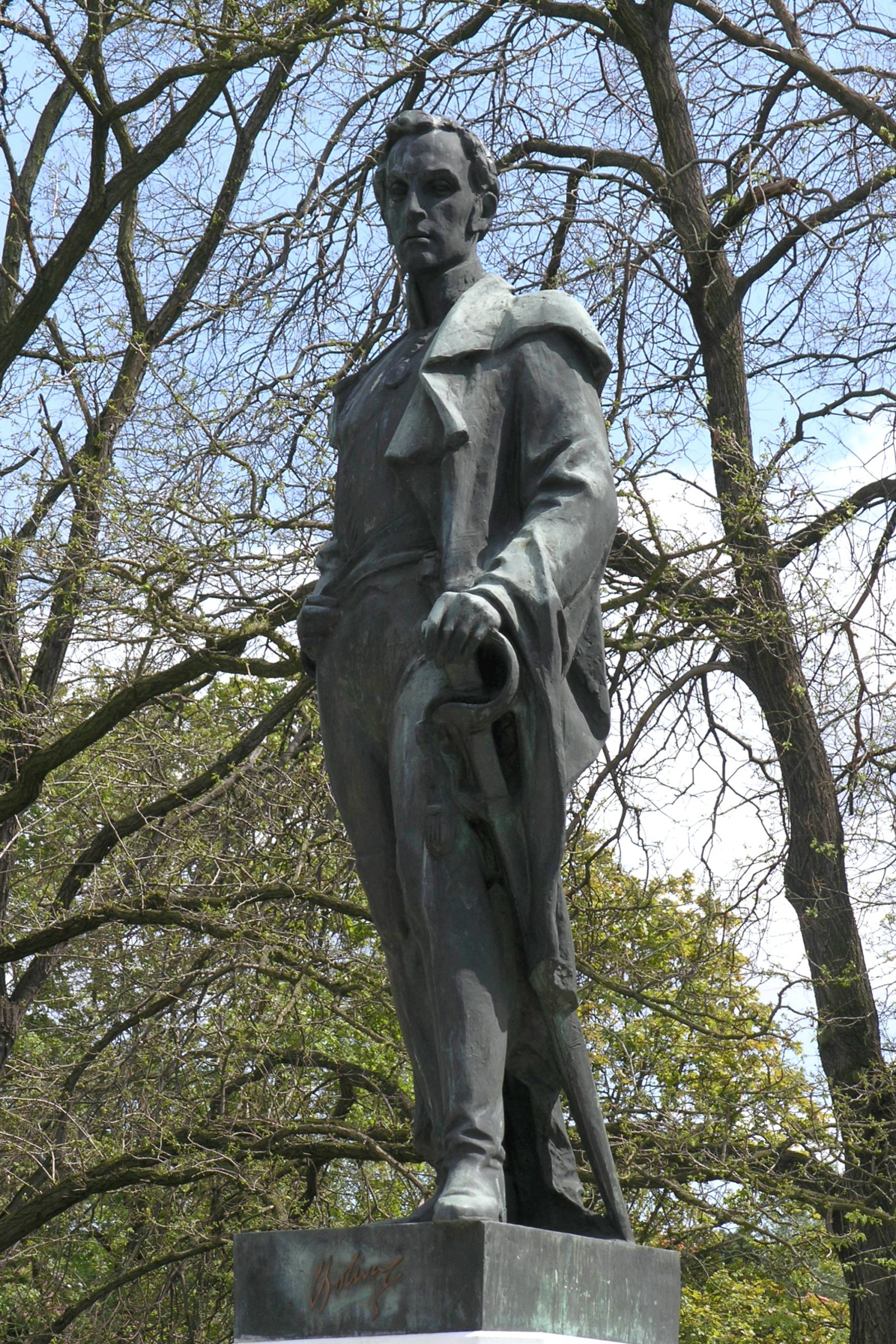
Standbeeld van Bolívar in Praag van Jan Hána

Intussen was er in de Republiek van Groot-Colombia veel onrust ontstaan. Slechts met moeite wist Bolívar de eenheid van de federatie te bewaren. In 1827 viel de Republiek van Groot-Colombia uiteindelijk toch uit elkaar. Bolívar trad terug als president in 1828.
Bolívar stierf op 17 december 1830 in het Colombiaanse Santa Marta op het landgoed, thans museum, Quinta de San Pedro Alejandrino, waarschijnlijk aan tuberculose. Hugo Chávez, president van Venezuela, gaf in juli 2010 opdracht om Bolívars graf te openen, om zijn veronderstelling te staven dat Bolívar niet aan tuberculose overleed maar werd vermoord.
De schrijver Gabriel García Márquez geeft in het boek De generaal in zijn labyrint een portret van Bolívar. In dit boek overdenkt de generaal, in zijn laatste levensjaar, zijn leven.

## Geografische naamgeving en monumenten
In Venezuela bestaat het  Orquesta Sinfónica Simón Bolívar, sinds 1999 geleid door Gustavo Dudamel. 
Verschillende straten en pleinen zijn naar Simón Bolívar genoemd. In 1931 kreeg de toenmalige Zuiderplaats, een plein in Antwerpen, de naam Bolívarplaats. In hetzelfde jaar schonk de Boliviaanse consul een buste van Simón Bolívar voor het Antwerpse plein; sinds de heraanleg in 1980 staat de buste aan de Venezuelastraat, in de Antwerpse wijk Luchtbal.
In 1978 werd in Lissabon een standbeeld van Bolivar onthuld, welke te vinden is halverwege de Avenida da Liberdade (zeer toepasselijk), een van de prominente boulevards van de Portugese hoofdstad.
Ook de Simón Bolívarlaan, een van de twee hoofdassen van de Noordwijk in Brussel en Schaarbeek, werd naar de Zuid-Amerikaanse verzetsstrijder genoemd. In 2011 werd er door de Venezolaanse ambassadeur een buste van Bolívar ingehuldigd ter gelegenheid van de oprichting van de CELAC en de 200ste verjaardag van de Venezolaanse onafhankelijkheid. In 1983 was al een ruiterstandbeeld van Simón Bolívar geplaatst aan de Brusselse Franklin Rooseveltlaan, ter hoogte van de Venezolaanse ambassade. Ook in Utrecht is een Simón Bolívarstraat.
Sedert 2020 is Simon Bolivar, tezamen met Manuel Carlos Piar en Louis Brion, opgenomen in een van de vijftig vensters van de Canon van Curaçao als zijnde de helden van de Zuid-Amerikaanse onafhankelijkheidsstrijd. Zowel in Curaçao als in Aruba staan zijn standbeelden op naar hem genoemde pleinen.